# Campeonato da Europa de Atletismo de 2022 - 100 m masculino
A prova dos 100 metros masculino do Campeonato da Europa de Atletismo de 2022 foi disputada nos dias 15 e 16 de agosto de 2022, no Estádio Olímpico de Munique, em Munique na Alemanha. 

## Recordes
Antes desta competição, os recordes mundiais e do campeonato nesta prova eram os seguintes:
|                       | Nome           | Nacionalidade  | Tempo | Local   | Data                 |
| --------------------- | -------------- | -------------- | ----- | ------- | -------------------- |
| Recorde mundial       | Usain Bolt     | Jamaica        | 9s 58 | Berlim  | 16 de agosto de 2009 |
| Recorde europeu       | Marcell Jacobs | Itália         | 9s 80 | Tóquio  | 1 de agosto de 2021  |
| Recorde do campeonato | Zharnel Hughes | Reino Unido    | 9s 95 | Berlim  | 7 de agosto de 2018  |
| Melhor marca do ano   | Fred Kerley    | Estados Unidos | 9s 76 | Eugene  | 24 de junho de 2022  |
| EL                    | Reece Prescod  | Reino Unido    | 9s 93 | Ostrava | 31 de maio de 2022   |

Os seguintes recordes foram estabelecidos durante esta competição: 
| Data         | Evento    | Atleta         | Nacionalidade | Tempo | Notas |
| ------------ | --------- | -------------- | ------------- | ----- | ----- |
| 16 de agosto | Semifinal | Marcell Jacobs | Itália        | 9s 95 | =     |

## Medalhistas
| Ouro                 | Prata                | Bronze             |
| Marcell Jacobs (ITA) | Zharnel Hughes (GBR) | Jeremiah Azu (GBR) |

## Cronograma
Todos os horários são locais (UTC+2).
| Data         | Hora  | Evento    |
| ------------ | ----- | --------- |
| 15 de agosto | 10:40 | Bateria   |
| 16 de agosto | 20:05 | Semifinal |
| 16 de agosto | 22:15 | Final     |

## Resultados

### Bateria
Qualificação: 3 atletas de cada bateria (Q) mais os 1 melhores qualificados (q). Os 14 atletas mais bem posicionados se classificaram diretamente para as semifinais.
Vento: 
Bateria 1: +0.7 m/s, Bateria 2: 0.0 m/s, Bateria 3: +0.1 m/s
| Pos. | Bateria | Raia | Atleta                 | Nacionalidade | Tempo | Notas |
| ---- | ------- | ---- | ---------------------- | ------------- | ----- | ----- |
| 1    | 3       | 8    | Israel Olatunde        | Irlanda       | 10.19 | Q,    |
| 2    | 1       | 6    | Ján Volko              | Eslováquia    | 10.22 | Q,    |
| 3    | 2       | 4    | Pascal Mancini         | Suíça         | 10.24 | Q     |
| 4    | 3       | 7    | Dominik Kopeć          | Polónia       | 10.30 | Q     |
| 5    | 1       | 4    | Henrik Larsson         | Suécia        | 10.31 | Q     |
| 6    | 2       | 8    | Kayhan Özer            | Turquia       | 10.31 | Q     |
| 7    | 3       | 4    | Emre Zafer Barnes      | Turquia       | 10.33 | Q     |
| 8    | 3       | 6    | Carlos Nascimento      | Portugal      | 10.33 | q     |
| 9    | 2       | 3    | Kobe Vleminckx         | Bélgica       | 10.34 | Q     |
| 9    | 3       | 2    | Frederik Schou-Nielsen | Dinamarca     | 10.34 |       |
| 11   | 1       | 5    | Przemysław Słowikowski | Polónia       | 10.35 | Q     |
| 12   | 2       | 5    | Samuli Samuelsson      | Finlândia     | 10.39 |       |
| 13   | 1       | 7    | Karl Erik Nazarov      | Estónia       | 10.39 |       |
| 14   | 1       | 3    | Joris van Gool         | Países Baixos | 10.45 |       |
| 15   | 2       | 6    | Adrian Brzeziński      | Polónia       | 10.46 |       |
| 16   | 3       | 5    | Zdeněk Stromšík        | Chéquia       | 10.60 |       |
| 17   | 2       | 7    | Francesco Sansovini    | San Marino    | 10.82 |       |
| 18   | 1       | 8    | Kojo Musah             | Dinamarca     | DNF   |       |
| 19   | 3       | 3    | Sergio López           | Espanha       | DSQ   |       |

### Semifinal
Qualificação: 2 atletas de cada bateria (Q) mais os  2 melhores qualificados (q). Os 14 mais bem classificados se juntaram aos 10 atletas classificados na fase anterior.
Vento:
Bateria 1: 0,0 m / s, Bateria 2: +0,2 m / s, Bateria 3: +0,2 m / s
| Pos. | Bateria | Raia | Atleta                 | Nacionalidade | Tempo | Notas                |
| ---- | ------- | ---- | ---------------------- | ------------- | ----- | -------------------- |
| 1    | 3       | 4    | Marcell Jacobs         | Itália        | 10.00 | Q,                   |
| 2    | 1       | 5    | Zharnel Hughes         | Reino Unido   | 10.03 | Q                    |
| 3    | 2       | 6    | Reece Prescod          | Reino Unido   | 10.10 | Q                    |
| 4    | 2       | 5    | Chituru Ali            | Itália        | 10.12 | Q,                   |
| 5    | 2       | 1    | Ján Volko              | Eslováquia    | 10.13 | q, =                 |
| 6    | 2       | 7    | Mouhamadou Fall        | França        | 10.16 | q                    |
| 7    | 1       | 3    | Jeremiah Azu           | Reino Unido   | 10.17 | Q                    |
| 8    | 1       | 4    | Jimmy Vicaut           | França        | 10.18 |                      |
| 9    | 1       | 6    | Lucas Ansah-Peprah     | Alemanha      | 10.19 |                      |
| 10   | 2       | 3    | Owen Ansah             | Alemanha      | 10.20 |                      |
| 11   | 3       | 7    | Israel Olatunde        | Irlanda       | 10.20 | Q                    |
| 12   | 3       | 5    | Méba-Mickaël Zeze      | França        | 10.21 |                      |
| 13   | 3       | 3    | Julian Wagner          | Alemanha      | 10.21 |                      |
| 14   | 1       | 8    | Pascal Mancini         | Suíça         | 10.23 |                      |
| 15   | 2       | 8    | Dominik Kopeć          | Polónia       | 10.23 |                      |
| 16   | 3       | 1    | Przemysław Słowikowski | Polónia       | 10.24 | Recorde da temporada |
| 17   | 3       | 6    | Ojie Edoburun          | Reino Unido   | 10.25 |                      |
| 18   | 1       | 1    | Henrik Larsson         | Suécia        | 10.28 |                      |
| 19   | 3       | 2    | Kobe Vleminckx         | Bélgica       | 10.34 |                      |
| 20   | 1       | 2    | Kayhan Özer            | Turquia       | 10.34 |                      |
| 21   | 2       | 2    | Carlos Nascimento      | Portugal      | 10.40 |                      |
| 22   | 3       | 8    | Emre Zafer Barnes      | Turquia       | 10.41 |                      |
| 23   | 1       | 7    | Markus Fuchs           | Áustria       | 10.42 |                      |
| 24   | 2       | 4    | Jak Ali Harvey         | Turquia       | DSQ'  | F1                   |

### Final
A final ocorreu no dia 16 de agosto às 22:15.
Vento: -0,1 m / s
| Pos.              | Raia | Atleta          | Nacionalidade | Tempo | Notas            |
| ----------------- | ---- | --------------- | ------------- | ----- | ---------------- |
| Medalha de ouro   | 6    | Marcell Jacobs  | Itália        | 9.95  | =                |
| Medalha de prata  | 3    | Zharnel Hughes  | Grã-Bretanha  | 9.99  |                  |
| Medalha de bronze | 8    | Jeremiah Azu    | Reino Unido   | 10.13 | Recorde pessoal  |
| 4                 | 1    | Ján Volko       | Eslováquia    | 10.16 |                  |
| 5                 | 2    | Mouhamadou Fall | França        | 10.17 |                  |
| 6                 | 7    | Israel Olatunde | Irlanda       | 10.17 | Recorde nacional |
| 7                 | 5    | Reece Prescod   | Reino Unido   | 10.18 |                  |
| 8                 | 4    | Chituru Ali     | Itália        | 10.28 |                  |

Legenda
| Recorde mundial       | Recorde mundial (World record)               |                       | Recorde africano                      | Recorde africano (African) |                                           | Q | Classificado por posição (Qualified) |
| Recorde do campeonato | Recorde do campeonato (Championship record)  | Recorde da América    | Recorde da América (Americas)         | q                          | Classificado por melhor tempo (Qualified) |   |                                      |
| Melhor marca do ano   | Melhor marca do ano (World leading)          | Recorde asiático      | Recorde asiático (Asian)              | DNS                        | Não largou (Did not start)                |   |                                      |
| Recorde nacional      | Recorde nacional (National record)           | Recorde europeu       | Recorde europeu (European)            | DNF                        | Não terminou (Did not finish)             |   |                                      |
| Recorde pessoal       | Recorde pessoal do atleta (Personal best)    | Recorde da Oceania    | Recorde da Oceania (Oceania)          | DSQ / DQ                   | Desclassificado (Disqualified)            |   |                                      |
| Recorde da temporada  | Recorde da temporada do atleta (Season best) | Recorde sul-americano | Recorde sul-americano (South America) | NM                         | Sem marca (No mark)                       |   |                                      |